# Етика штучного інтелекту
Е́тика шту́чного інтеле́кту є частиною етики технологій, що стосується роботів та інших штучно інтелектуальних істот. Вона зазвичай поділяється на робоетику, яка вирішує питання моральної поведінки людей під час проєктування, конструювання, використання та лікування штучно розумних істот, і машинну етику, яка зачіпає проблеми моральної поведінки штучних моральних агентів (ІМА).

## Етика роботів
Термін «етика роботів» (або «робоетика») стосується моральних аспектів того, як люди проєктують, конструюють, використовують і поводяться з роботами та іншими штучно інтелектуальними істотами. Вона розглядає, як штучно розумні істоти можуть бути використані на шкоду або в інтересах людей.

### Права роботів
«Права роботів» — це концепція, згідно з якою люди повинні мати моральні зобов'язання перед своїми машинами, подібні до прав людини або тварин. Є пропозиція, що права роботів, такі як право на існування і виконання власної місії, можна пов'язати з обов'язком робота служити людині, за аналогією з пов'язанням прав людини з обов'язками людини перед суспільством. Вони можуть включати право на життя і свободу, свободу думки і висловлювань, а також рівність перед законом. Це питання розглядав Інститут майбутнього і Міністерство торгівлі та промисловості Великої Британії.
Експерти не мають спільної думки, чи потрібні конкретні і докладні закони вже найближчим часом, чи тільки у віддаленому майбутньому. Гленн Макгі повідомляє, що до 2020 року може з'явитися досить гуманоїдний робот. Рей Курцвайл вважає, що це відбудеться до 2029 року. У 2007 році інша група вчених припускала, що пройде, принаймні, 50 років, перш ніж зможе існувати досить просунута система.
Правила конкурсу премії Льобнера 2003 року передбачали можливість того, що роботи можуть мати власні права.
У жовтні 2017 року андроїд Софія отримала «почесне» громадянство в Саудівській Аравії, хоча деякі спостерігачі визнали це швидше рекламним ходом, аніж осмисленим юридичним визнанням. Деякі розглядали цей жест як відкрите приниження прав людини і верховенства закону.
Філософія сентитизму надає право на моральне ставлення всім чутливим істотам, передусім людям і більшості тварин. Якщо штучні або інопланетні інтелектуальні істоти демонструють докази своєї чуттєвості, ця філософія вважає, що до них слід проявити співчуття і надати права.
Джоанна Брайсон стверджувала, що створення ШІ, який вимагає прав, можна уникнути, і саме по собі неетично, що це буде тягарем і для агентів ШІ і для людського суспільства.

### Загроза людській гідності
Джозеф Вейценбаум стверджував у 1976 році, що технологія штучного інтелекту не повинна використовуватися для заміни людей на посадах, які вимагають поваги і турботи, таких як:
- співробітник служби підтримки клієнтів (технології ШІ вже використовуються в телефонних системах інтерактивних голосових відповідей)
- терапевт (як запропонував Кеннетом Колбі в 1970-х роках)
- доглядальниця для літніх людей (як розповіла Памела Маккордак у книзі «П'яте покоління»)
- солдат
- суддя
- поліцейський

Вайзенбаум пояснює, що від людей на цих посадах ми очікуємо справжнього почуття емпатії. Якщо машини їх замінять, ми опинимося відчуженими, знеціненими і розчарованими. Штучний інтелект, якщо його використовувати таким чином, є загрозою для людської гідності. Вайзенбаум стверджує, що факт того, що ми розглядаємо можливість машинам займати ці позиції, говорить про те, що ми пережили «атрофію людського духу, яка виникає через те, що ми думаємо про себе як про комп'ютери».
Памела Маккордак заперечує, кажучи про жінок і меншини, «я воліла б ризикнути з неупередженим комп'ютером», вказуючи на умови, за яких ми б вважали за краще мати автоматичних суддів і поліцію, у яких взагалі немає особистих інтересів. Проте, Каплан і Хенлейн підкреслюють, що системи штучного інтелекту інтелектуальні точно згідно з даними, які використовувалися для їх навчання, оскільки за своєю суттю вони являють собою не що інше, як машини для наближення за допомогою кривих: використання штучного інтелекту для підтримки судового рішення може стати досить проблематичним, якщо минулі рішення демонструють упередженість до певних груп, оскільки ці упередження формалізуються та закріплюються, що робить виявлення і боротьбу з ними ще важчою. Засновник ШІ Джон Маккарті заперечує проти моралізаторського тону критики Вейзенбаума. Він пише: «Коли моралізаторство несамовите і розпливчасте, воно заохочує авторитарне насильство».
Білл Гіббард зазначав, що «людська гідність вимагає, щоб ми прагнули усунути наше незнання природи буття, і для цього необхідний ШІ».

### Прозорість, відповідальність і відкритий сирцевий код
Білл Гіббард стверджує, що, оскільки ШІ дуже вплине на людство, зусилля розробників ШІ етично мають бути прозорими. Бен Гертцель і Девід Гарт створили OpenCog як фреймворк з відкритим сирцевим кодом для розробки ШІ. OpenAI — це некомерційна дослідницька компанія зі штучного інтелекту, яку створили Ілон Маск, Сем Альтман та інші для розробки корисного для людства програмного забезпечення ШІ з відкритим сирцевим кодом. Існує багато інших розробок ШІ з відкритим сирцевим кодом.
На жаль, відкритість коду не робить його зрозумілим, тобто ШІ, який ним закодовано, не є прозорим. IEEE намагається стандартизувати прозорість ШІ. При цьому IEEE виділяє для різних користувачів декілька ступенів прозорості. Крім того, є побоювання, що надання повного потенціалу сучасного ШІ деяким організаціям може завдати суспільству більше шкоди, ніж користі. Наприклад, Microsoft висловила стурбованість з приводу надання загального доступу до свого програмного забезпечення для розпізнавання облич, навіть з числа тих, хто може за нього заплатити. Microsoft опублікувала незвичайний блог на цю тему з проханням про урядове урегулювання з метою визначення правильності цих дій.
Не тільки компанії, але й багато інших дослідників і цивільні адвокати рекомендують державне регулювання для забезпечення прозорості і, як наслідок, відповідальності людини. Оновлену збірку (список) етики ШІ підтримує організацією AlgorithmWatch. [Архівовано 30 листопада 2019 у Wayback Machine.] Ця стратегія спірна, так як дехто побоюється, що вона призведе до уповільнення темпів інновацій. Інші стверджують, що регулювання призводить до системної стабільності, що сприяє підтримці інновацій у довгостроковій перспективі. ОЕСР, ООН, ЄС і багато країн працюють над стратегіями регулювання ШІ і шукають відповідні правові рамки. 26 червня Група високорівневих експертів Європейської комісії зі штучного інтелекту (AI HLEG) опублікувала свої «Рекомендації щодо політики та інвестицій в галузі надійного штучного інтелекту». Це другий документ AI HLEG, який вийшов слідом за публікацією в квітні 2019 «Керівництва з етики для надійного ШІ». Нові рекомендації стосуються чотирьох основних областей: люди і суспільство в цілому, приватний сектор, державний сектор, а також дослідження і наука. Рекомендації HLEG відбивають розуміння як можливостей для технологій штучного інтелекту стимулювати економічне зростання, процвітання та інновації, так і потенційних ризиків. Європейський Союз має амбіції очолити розробку політик, що регулюють ШІ у всьому світі. Однак, якщо Європа не прискорить розгортання і впровадження і не створить виробничі, дослідницькі та дослідно-конструкторські потужності, її можливості для цього будуть обмежені.

## Упередженість у системах ШІ
ШІ стає невід'ємною частиною систем розпізнавання обличчя і голосу. Деякі з цих систем мають реальний вплив на бізнес і людей. Ці системи вразливі щодо упереджень і помилок, внесених творцями-людьми. Крім того, дані, які використовуються для навчання самих цих систем ШІ, можуть мати спотворення. Наприклад, алгоритми розпізнавання облич, розроблені Microsoft, IBM і Face++, виявилися необ'єктивними, коли справа дійшла до визначення статі людей. Ці системи штучного інтелекту були в змозі визначати стать білих чоловіків точніше, ніж стать темношкірих чоловіків. Ще одним прикладом необ'єктивності ШІ стало припинення з боку Amazon's.com Inc використання ШІ для найму співробітників. Алгоритм надавав перевагу кандидатам-чоловікам. Це сталося тому, що система Amazon була навчена з використанням даних, зібраних за 10-річний період, які надходили переважно основному від кандидатів-чоловіків.
Упередженість може потрапити в алгоритми різними шляхами. В дуже впливовій гілці ШІ, відомій як «обробка природної мови», можуть виникнути проблеми з «текстового зводу» — вхідного матеріалу, який використовує алгоритм, щоб дізнатися про взаємозв'язки між різними словами.
Проблему упередженості почали досліджувати та вирішувати великі компанії, такі як IBM, Google та інші.
Проблема упередженості в машинному навчанні, ймовірно, стане ще серйознішою, оскільки технологія поширюється на такі критичні галузі, як медицина, юриспруденція, і оскільки завдання її розгортання доручають все більшому числу людей, які не мають глибоких технічних знань. Деякі експерти попереджують, що алгоритмічна необ'єктивність вже поширена в багатьох галузях, і що майже ніхто не робить зусиль для її виявлення або виправлення.

## Відповідальність за частково або повністю безпілотні автомобілі
Є всі підстави вважати, що в майбутньому неминуче широке використання частково або повністю безпілотних автомобілів. Але повністю автономні технології ставлять перед нами нові проблеми і виклики. Останнім часом піднялися дебати з приводу юридичної відповідальності сторін при попаданні безпілотних автомобілів в аварії. В одному зі звітів автомобіль без водія збив пішохода і постала проблема, хто винен в аварії. Незважаючи на те, що водій під час аварії перебував в автомобілі, керування повністю здійснював комп'ютер. Необхідно вирішити такого роду питання перш, ніж безпілотні автомобілі набудуть масового поширення.

## Озброєний штучний інтелект
Деякі експерти і вчені ставлять під сумнів використання роботів у бойових діях, особливо коли таким роботам надається певний ступінь автономності. ВМС США профінансували доповідь, у якій зазначається, що, оскільки бойові роботи стають все складнішими, слід приділяти більше уваги наслідкам їх здатносты приймати самостійні рішення. Є думка одного дослідника, який стверджує, що автономні роботи можуть бути гуманнішими, оскільки можуть приймати рішення ефективніше[джерело?].
Протягом останнього десятиріччя проводилися інтенсивні дослідження в галузі самонавчання автономності з призначуваною моральною відповідальністю. «Результати можна використати при розробці майбутніх військових роботів для контролю за небажаними тенденціями покладання відповідальності на роботів». З точки зору консеквенціалізму є ймовірність, що роботи будуть розвивати здібності приймати свої власні логічні рішення про те, кого вбивати, і тому необхідні моральні обмеження, які ШІ не зможе обійти.
Нещодавно були протестні голоси проти розробки ШІ-зброї, яка включала б ідеї захоплення людства роботом. ШІ-зброя несе небезпеку іншого роду, на відміну від зброї, контрольованої людиною. Багато урядів уже почали фінансувати програми з розробки ШІ-озброєння. ВМС США нещодавно оголосили про плани розробки ударного безпілотника, паралельно з аналогічними заявами Росії та Південної Кореї. У зв'язку з тим, що ШІ-зброя стає більш небезпечною, ніж керована людиною зброя, Стівен Хокінг і Макс Тегмарк підписали петицію «Майбутнє життя» про заборону ШІ-зброї. У повідомленні, опублікованому Хокінгом і Тегмарком, йдеться, що ШІ-зброя являє собою безпосередню небезпеку і що необхідно вжити заходів, щоб уникнути катастрофічних наслідків у найближчому майбутньому.
«Якщо яка-небудь велика військова сила просуває розробку ШІ-зброї, практично неминуча глобальна гонка озброєнь, і в підсумку автономна зброя стане автоматом Калашнікова завтрашнього дня», — йдеться в петиції, яку підписали противники збройного штучного інтелекту: засновник Skype Яан Таллінн і професор лінгвістики Массачусетського технологічного інституту Ноам Чомскі.
Фізик і астроном сер Мартін Ріс попереджає про такі катастрофічні приклади, як «дурні роботи, які стають ізгоями, або мережа, яка розвиває власний розум». Г'ю Прайс, колега Ріса з Кембриджа, озвучив подібне попередження про те, що люди можуть не вижити, якщо інтелект «вислизне від біологічних обмежень». У Кембриджському університеті створили Центр вивчення екзистенційного ризику в сподіванні уникнути цієї загрози людському існуванню
Що стосується можливості використання «розумніших від людини» систем у військовій справі, проєкт «Відкрита філантропія» пише, що ці сценарії «здаються потенційно настільки ж важливими, як і ризики, пов'язані із втратою контролю». Але дослідні організації, які займаються довгостроковим соціальним впливом ШІ, недостатньо вивчили цю проблему: «цей клас сценаріїв не був у центрі уваги організацій, що займаються цими питаннями, таких як Науково-дослідний інститут машинного інтелекту (MIRI) та Інститут майбутнього людства (FHI). Тому вони менше обговорювалися».

## Машинна етика
Машинна етика (або машинна мораль) — це галузь досліджень, пов'язаних з розробкою штучних моральних агентів (ШМА), роботів або штучно інтелектуальних комп'ютерів, які поводяться морально або ніби морально. Щоб врахувати природу цих агентів, запропоновано розглянути деякі філософські ідеї, такі як стандартні характеристики суб'єктності, раціональних агентів, моральних агентів і штучної суб'єктності, які пов'язані з концепцією ШМА.
Айзек Азімов розглянув цю проблему в 1950-х роках у своїй серії оповідань «Я, робот». За наполяганням редактора Джона Кемпбелла молодшого для керування штучно інтелектуальними системами він запропонував три закони робототехніки. Він доклав багато зусиль для перевірки меж трьох його законів, щоб побачити, де вони можуть зламатися або спричинити парадоксальну чи непередбачувану поведінку. Його робота передбачає, що жоден із встановлених законів не може достатньою мірою передбачати всі можливі обставини. Останнім часом вчені і багато урядів поставили під сумнів ідею про притягнення до відповідальності ШІ. Комісія, скликана у Великій Британії в 2010 році, переглянула закони Азімова, щоб уточнити, що  за дії ШІ несуть відповідальність його виробники або його власники/оператори.
У 2009 році, під час експерименту в Лабораторії інтелектуальних систем у Політехнічній школі Лозанни у Швейцарії, роботи, запрограмовані на співпрацю один з одним (у пошуку корисних ресурсів та уникнення отруйних), врешті решт навчилися брехати один одному, намагаючись накопичити корисні ресурси. Однією з проблем у цьому випадку могло бути те, що цілі були «скінченними» (тоді як основні людські мотиви зазвичай перебувають у нескінченному навчанні).
Деякі експерти і вчені ставлять під сумнів використання роботів для бойових дій, особливо коли таким роботам надається певна автономність. ВМС США профінансували доповідь, у якій зазначається, що в міру ускладнення військових роботів слід приділяти більше уваги наслідкам їх здатності приймати самостійні рішення.
Вернор Вінжі припустив, що може настати момент, коли деякі комп'ютери стануть розумнішими за людей, назвавши це явище сингулярністю. Він припускає, що це може бути частково або навіть дуже небезпечно для людини. Науково-дослідний інститут машинного інтелекту висловив припущення про необхідність створення «дружнього ШІ», маючи на увазі, що прогрес, який вже відбувається з ШІ, має також включати зусилля, спрямовані на створення більш дружнього і гуманного ШІ.
У 2009 році вчені та технічні експерти взяли участь у конференції, організованій Асоціацією з розвитку штучного інтелекту, щоб обговорити потенційну роль роботів і комп'ютерів і вплив гіпотетичної можливості того, що вони можуть стати самодостатніми і здатними приймати власні рішення. Вони обговорили можливість і ступінь, з яким комп'ютери і роботи могли б набути будь-якого рівня автономії, і якою мірою вони могли б використовувати такі можливості, щоб становити певну загрозу чи небезпеку. Вони відзначили, що деякі машини набули різних форм напівавтономності, зокрема можливості самостійно знаходити джерела енергії і самостійно вибирати цілі для атаки зброєю. Вони також відзначили, що деякі комп'ютерні віруси можуть уникати знищення і досягли «інтелекту тарганів». Вони відзначили, що самосвідомість, як зображено в науковій фантастиці, малоймовірна, але є інші потенційні небезпеки і «підводні камені».
Проте, існує одна технологія, яка дійсно може призвести до роботів з моральними здібностями. У статті про набуття моральних цінностей роботами Наєф Аль-Родхан згадує випадок нейроморфних чіпів, які прагнуть обробляти інформацію подібно до людей, нелінійно і з мільйонами взаємопов'язаних штучних нейронів. Роботи зі вбудованою нейроморфною технологією можуть вивчати і розвивати знання унікальним чином. Це неминуче піднімає питання про довкілля, в якому такі роботи пізнають світ і мораль яку вони успадкують, або якщо вони врешті решт також розвинуть людські «слабкості»: егоїзм, ставлення до виживання, коливання тощо.
У книзі «Моральні машини: навчання роботів правильному через неправильне» Венделл Воллах і Колін Аллен роблять висновок, що спроби навчити роботів чинити "правильно через неправильно" можуть просунути розуміння людської етики, мотивуючи людей на усунення прогалин сучасної нормативної теорії і надаючи платформу для експериментального дослідження. Для прикладу він задає нормативним фахівцям з етики спірне питання про те, які конкретні алгоритми машинного навчання потрібно використовувати. Нік Бостром і Еліезер Юдковський наводять аргументи на користь дерев рішень (таких як ID3) проти нейронних мереж і генетичних алгоритмів, тому що дерева рішень підпорядковуються сучасним соціальним нормам прозорості та передбачуваності (наприклад, stare decisis). А от  Кріс Сантос-Ланг заперечує, що норми будь-якого віку можна змінювати і що природна нездатність повністю задовольнити ці конкретні норми має важливе значення для того, щоб зробити людей менш уразливими для злочинних «хакерів»
Згідно зі звітом Центру управління ШІ в Оксфордському університеті за 2019 рік, 82 % американців вважають, що необхідно ретельно керувати роботами і ШІ. Обговорювані проблеми змінювались від того, як ШІ використовується для стеження і поширення фальшивого вмісту в Інтернеті (відомого як глибокі фейки, які включають підроблені відео і аудіо, згенеровані за допомогою ШІ), до кібератак, посягань на конфіденційність даних, упередженості під час найму на роботу, безпілотних транспортних засобів і дронів, котрі не вимагають керування людиною.

## Несподівані наслідки
Багато дослідників стверджують, що внаслідок «інтелектуального вибуху», що стався десь у XXI столітті, самовдосконалюваний ШІ може стати настільки могутнішим від людей, що ми не зможемо перешкодити йому досягти своїх цілей. У своїй статті «Етичні проблеми просунутого штучного інтелекту» філософ Нік Бостром стверджує, що штучний інтелект здатний викликати вимирання людини. Він стверджує, що загальний надрозум здатний на самостійну ініціативу і на створення власних планів, і тому його доцільно розглядати як автономного агента. Оскільки штучний інтелект не зобов'язаний розділяти людські мотивації, розробники суперінтелекту мали б закласти його первісну мотивацію. Теоретично, надінтелектуальний ШІ зможе призвести до практично будь-якого можливого результату і припинити будь-яку спробу перешкодити досягненню головної мети, що може спричинити багато неконтрольованих ненавмисних наслідків. Це може вбити всіх інших агентів, переконати їх змінити свою поведінку або заблокувати їхні спроби втручання.
Однак замість того, щоб перевершити людську расу і вести її до руйнації, Бостром також стверджує, що супер-інтелект може допомогти нам вирішити багато складних проблеми, таких як хвороби, бідність, руйнування навколишнього середовища, і може допомогти нам «покращити» себе.
Складність систем людських цінностей веде до високої складності створення зручних для людини мотивацій ШІ. Поки моральна філософія не дає нам бездоганної етичної теорії, функція корисності ШІ може допускати безліч потенційно шкідливих сценаріїв, які відповідають даній етичній структурі, але не відповідають здоровому глузду. За словами Еліезера Юдковського, у нас мало підстав вважати, що штучно створений розум буде володіти такою адаптацією.
Білл Гіббард запропонував такий дизайн штучного інтелекту, який уникає деяких типів ненавмисної поведінки, зокрема самообман, ненавмисні інструментальні дії та пошкодження генератора винагород.

## Організації
Amazon, Google, Facebook, IBM і Microsoft створили некомерційне партнерство для розробки передового досвіду в галузі технологій штучного інтелекту, поліпшення розуміння громадськістю та забезпечення платформи ШІ. Вони заявили: «Це партнерство щодо ШІ буде проводити дослідження, організовувати дискусії, забезпечувати інтелектуальне лідерство, консультуватися з відповідними третіми сторонами, відповідати на питання громадськості та засобів масової інформації, а також створювати навчальні матеріали, що сприяють розумінню технологій ШІ, включно з машинним сприйняттям, навчанням і автоматичними міркуваннями». Apple приєдналася до іншим технологічних компаніям як один із засновників Партнерства зі штучного інтелекту в січні 2017 року. Корпоративні учасники будуть робити фінансовий і дослідницький внесок у роботу групи, взаємодіючи з науковою спільнотою, щоб залучити вчених до ради директорів.
IEEE розробив Глобальну ініціативу з етики автономних та інтелектуальних систем [Архівовано 6 жовтня 2019 у Wayback Machine.], яка розробляє і переглядає за допомогою громадської думки методичні рекомендації.
Традиційно, громадськість використовує уряд для контролю відповідності етиці рамок законодавства і правопорядку. Нині національні уряди, а також міжнародні урядові та неурядові організації докладають багато зусиль для забезпечення етичного застосування ШІ.
- Європейська комісія має експертну групу високого рівня зі штучного інтелекту [Архівовано 24 жовтня 2019 у Wayback Machine.] .
- ОЕСР зі штучного інтелекту [Архівовано 22 липня 2019 у Wayback Machine.]
- В США адміністрація Обами розробила «Дорожню карту для політики в галузі ШІ» [Архівовано 22 січня 2021 у Wayback Machine.] (посилання на звіт Harvard Business Review). Адміністрація Обами випустила два документи про майбутнє і вплив ШІ. На січень 2019 року адміністрація Трампа не брала активної участі в регулюванні ШІ.
- Консорціум Computing Community[en] (CCC) включив проект доповіді, що містить більше 100 сторінок[75] — 20-річну дорожню карту спільноти для досліджень в галузі штучного інтелекту в США[76]

## В художній літературі
Фільм «Тринадцятий поверх» показує майбутнє, в якому на гральних консолях створюються для розваги симульовані світи з розумними мешканцями. Фільм «Матриця» показує майбутнє, де домінуючим видом на планеті Земля є розумні машини, а людство зазнає дискримінації. В оповіданні Грега Ігена «Занурення Планка» зображено майбутнє, в якому людство перетворилося на програмне забезпечення, яке можна дублювати й оптимізувати, а програмне забезпечення, відповідно, поділяють на чутливе і не чутливе. Цю ж ідею знаходимо в Голограмі швидкої медичної допомоги Starship Voyager, яка є явно розумною копією зменшеної підмножини свідомості її творця, доктора Циммермана, який з найкращими намірами створив систему надання екстреної медичної допомоги. У фільмах «Двохсотлітня людина» і «Штучний розум» розглядаються можливості розумних роботів, які можуть любити. «Я, Робот» показав деякі аспекти трьох законів робототехніки Азімова. Всі вони намагаються передбачити, можливо, неетичні наслідки створення розумних комп'ютерів.
Етика штучного інтелекту є однією з основних тем у серії ігор BioWare «Mass Effect». Вона розглядає сценарій, в якому цивілізація випадково створила ШІ завдяки швидкому збільшення обчислювальної потужності та використанню глобальної нейронної мережі. Ця подія викликала етичний розкол між тими, хто вважав, що розумних Гетів можна наділити органічними правами, і тими, хто продовжував розглядати їх як одноразовий механізм і боровся за їх знищення. Крім початкового конфлікту ще однією постійною темою всієї історії є складність відносин між машинами і їхніми творцями.